# Институт Вульфа
Институт Вульфа (англ. The Woolf Institute) — академический институт в Кембридже, Великобритания. Расположен на территории Вестминстерского колледжа (Westminster College). 

## Концепция
Институт посвящен изучению межконфессиональных отношений между евреями, христианами и мусульманами для содействия большему взаимопониманию и религиозной терпимости.

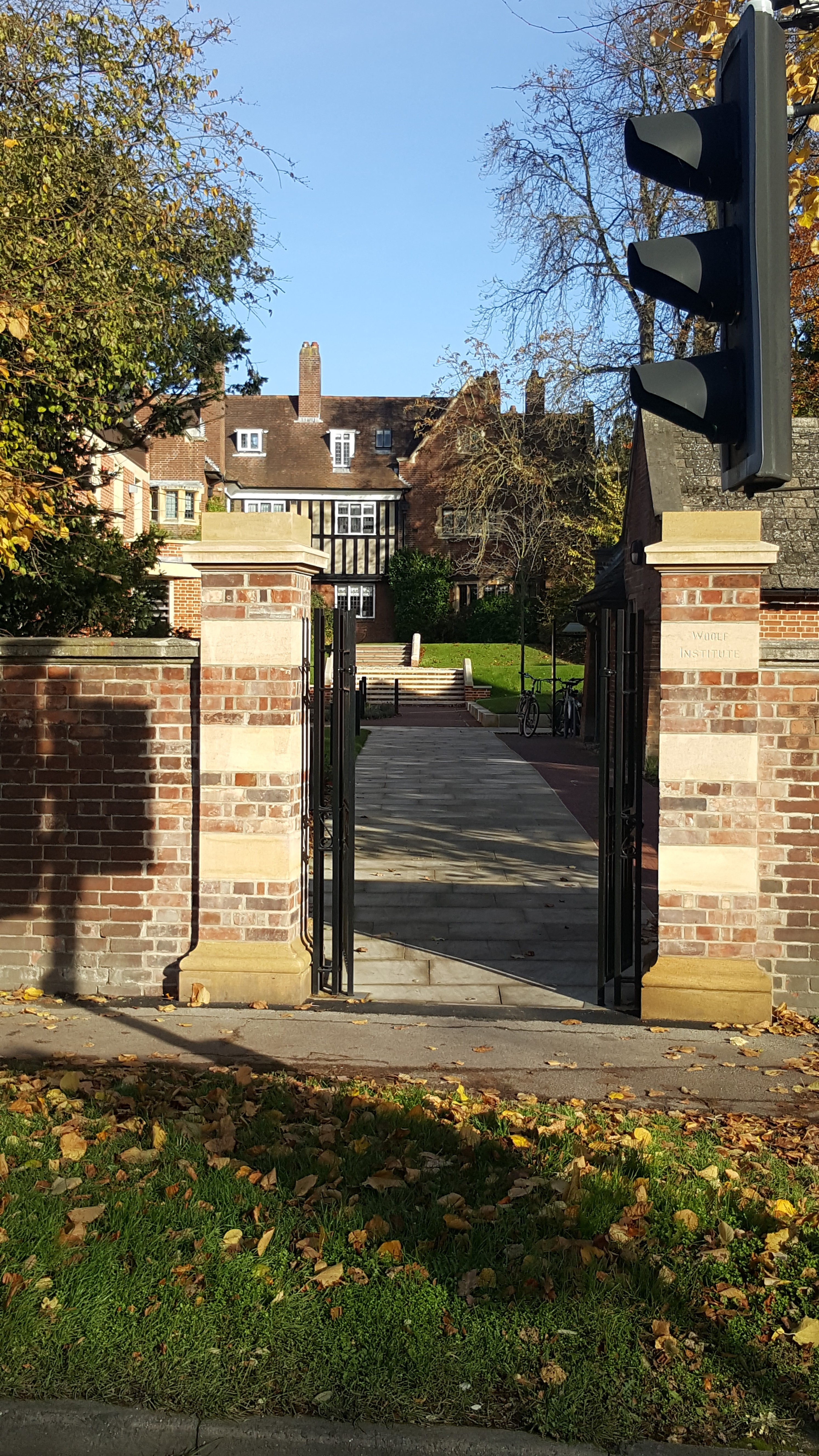
Вход в здание Института Вульфа

## История
Институт основан в 1998 году Эдвардом Кесслером (Edward Kessler) и Мартином Форвардом (Martin Forward). Первоначально учрежденный под названием Центра еврейско-христианских отношений (Centre for Jewish-Christian Relations), институт расширялся и включил в себя Центр изучения мусульманско-еврейских отношений (Centre for the Study of Muslim-Jewish) и Центр политики и образования (Centre for Policy and Public Education). В 2010 году эти центры были объединены и переименованы в Институт Вульфа в честь покровителя института и бывшего председателя суда Англии и Уэльса лорда Гарри Вульфа (Harry Woolf).

## Научная деятельность
Институт является членом-корреспондентом Кембриджской теологической федерации (Cambridge Theological Federation), которая объединяет учреждения англиканской, методистской, православной, реформаторской и католической церквей. В Институте обучаются различным формам христианского служения. В 2019 году институт приступил к изучению способа измерения уровней экстремизма в Соединенном Королевстве.
Благодаря поддержке Кембриджского фонда Содружества (Cambridge Commonwealth Trust) и Кембриджского зарубежного фонда (Cambridge Overseas Trust), Институт предлагает стипендии:
- для соискателей кандидатской степени в области отношений между евреями, христианами и мусульманами[8],
- для обучающихся в Кембриджском университете на степень магистра в области исследований Ближнего Востока,
- для соискателей докторской степени в сотрудничестве с Кембриджской теологической федерацией.

## Патронаж

### Покровители
Нижеперечисленные общественные и религиозные деятели являются покровителями Института:
- Достопочтенный лорд Гарри Вульф (Harry Woolf),
- Достопочтенный Джастин Уэлби, архиепископ Кентерберийский[10],
- Раввин Эфраим Мирвис (Ephraim Mirvis), главный раввин Объединённых еврейских общин Содружества,
- Кардинал Винсент Николс, архиепископ Вестминстерский,
- Его Королевское Высочество принц Иордании Хасан,
- Архиепископ Григорий, архиепископ Фиатирский и Великобританский,
- Преподобный доктор Хью Осгуд (Hugh Osgood), модератор свободной церкви,
- Раввин баронесса Джулия Нойбергер (Julia Neuberger),
- Раввин Джозеф Двек (Joseph Dweck), старший раввин конгрегации,
- Раввин лорд Джонатан Сакс[11].

### Межконфессиональные покровители
- Баронесса Элизабет Батлер-Слосс (Elizabeth Butler-Sloss)[12],
- Д-р Ричард Стоун (Richard Stone)[13].

### Почетные вице-президенты
- Доминик Фентон (Dominic Fenton) — председатель попечительского совета: 2003–2007 гг.
- Джон Пикеринг (John Pickering) — председатель попечительского совета: 2007–2010 гг.
- Барон Халид Хамид — председатель попечительского совета: 2010–2016 гг.[14]